# Hełmówka prążkowana

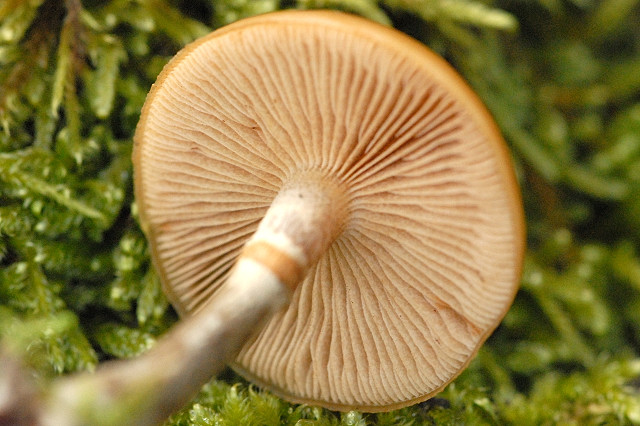

Hełmówka prążkowana (Galerina stylifera (G.F. Atk.) A.H. Sm. & Singer) – gatunek grzybów należący do rodziny podziemniczkowatych (Hymenogastraceae).

## Systematyka i nazewnictwo
Pozycja w klasyfikacji według Index Fungorum: Galerina, Hymenogastraceae, Agaricales, Agaricomycetidae, Agaricomycetes, Agaricomycotina, Basidiomycota, Fungi.
Po raz pierwszy takson ten zdiagnozował w 1911 roku George Francis Atkinson, nadając mu nazwę Galerula stylifera. Obecną, uznaną przez Index Fungorum nazwę nadali mu w 1958 roku Alexander Hanchett Smith i Rolf Singer. Synonimy:
- Galerina sideroides var. stylifera (G.F. Atk.) Krieglst. 1991
- Galerina stylifera var. badia A.H. Sm. & Singer 1958
- Galerina stylifera var. caespitosa A.H. Sm. & Singer 1964
- Galerina stylifera var. variicystidiata E. Ludw. 2017
- Galerina stylifera var. velosa A.H. Sm. & Singer 1958
- Galerula stylifera G.F. Atk. 1918
- Naucoria sideroides var. indusiata J.E. Lange 1940

Nazwę polską zaproponował Władysław Wojewoda w 2003 r.

## Morfologia
Kapelusz
Średnica 1,5–5 cm, u młodych owocników stożkowaty, potem wypukły z garbkiem. Jest higrofaniczny. W stanie wilgotnym powierzchnia pomarańczowo-brązowa lub cynamonowo-brązowa z silnie przeświecającymi blaszkami, w stanie suchym płowożółta do pomarańczowej, nieprzeźroczysta, błyszcząca, gładka, śliska.
Blaszki
Przyrośnięte, szerokie, początkowo pomarańczowe, potem od zarodników stają się rdzawobrązowe.
Trzon
Wysokość 4–6 cm, grubość 3–6 mm, walcowaty. Powierzchnia pomarańczowobrązowa do rdzawobrązowej ze srebrzystymi, przylegającymi włókienkami. W górnej części ma kilka zanikających, włóknistych, brązowych stref pierścieniowych.
Miąższ
Cienki, bez wyraźnego zapachu i smaku.
Cechy mikroskopowe
Wysyp zarodników rdzawobrązowy.
Cechy mikroskopowe
Zarodniki 6,5–8,7 × 4–5 µm; elipsoidalne, delikatnie brodawkowane lub prawie gładkie. Cheilocystydy w kształcie kręgli z nabrzmiałymi końcami.

## Występowanie i siedlisko
Hełmówka prążkowana występuje w Ameryce Północnej i w Europie. W piśmiennictwie naukowym na terenie Polski do 2003 r. podano dwa stanowiska (Puszcza Niepołomicka 1990, Białowieski Park Narodowy 1992). Nowsze stanowiska podaje także internetowy atlas grzybów. Znajduje się na Czerwonej liście roślin i grzybów Polski. Ma status R – gatunek potencjalnie zagrożony z powodu ograniczonego zasięgu geograficznego i małych obszarów siedliskowych. Znajduje się na listach gatunków zagrożonych także w Anglii.
Saprotrof. Siedlisko: lasy iglaste.